# Manuel Folch i Torres

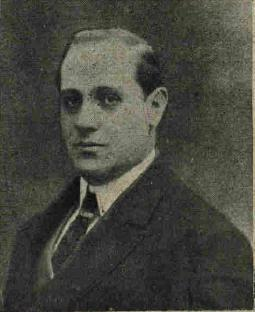
Manuel Folch i Torres, 1912

Manuel Folch i Torres (* 1877 in Barcelona; †  1928 ebenda) war ein katalanischer Schriftsteller, Journalist, Rechtsanwalt und Politiker. Er war der Sohn des bekannten Barceloneser Kunstschreiners Lluís Folch i Brossa.
Folch stieg in die Geisteswissenschaft ein, indem er an den literarischen Zeitschriften L'Aureneta und L'Atlàntida mitwirkte. Er war Mitglied der konservativen, katalanischen Lliga Regionalista und Leiter der Satirezeitschrift ¡Cu-Cut!. Er war Sekretär der Fremdenverkehrsgesellschaft von Barcelona.
Bei den Jocs Florals von Barcelona 1914 wurde er Meister der Gai Saber, Meister der „Fröhlichen Wissenschaft“. Er veröffentlichte den Gedichtband Encens i Mirra (Weihrauch und Myrrhe), die Novelle L'apòstol (Der Apostel) und die Komödien De bon tremp (1905, Der Überfleißige), La cogula (1906, Die Mönchskutte), L'oncle rector (1911, Mein Onkel, der Rektor), La germaneta (1912, Die kleine Schwester) und Reixes enfora (Außerhalb des Gitters) sowie die Fabeln für Kleinkinder De quan les bèsties parlaven (Als die Tiere sprachen) und Encara parlen les bèsties (Die Tiere sprechen immer noch).